# Begonia lomensis
Espèce
Begonia lomensis est une espèce de plantes de la famille des Begoniaceae.
L'espèce fait partie de la section Begonia.
Elle a été décrite en 1923 par Nathaniel Lord Britton (1859-1934) et William M. Wilson.

## Répartition géographique
Cette espèce est originaire du pays suivant : Cuba.